# Fleck (Familienname)
Fleck ist ein deutscher Familienname.

## Namensträger
- Anne Fleck (* 1972), deutsche Ärztin und Buchautorin
- August Fleck (1885–1978), deutscher Politiker
- Béla Fleck (* 1958), US-amerikanischer Bluegrass- und Jazz-Musiker
- Bertram Fleck (* 1949), deutscher Politiker (CDU)
- Christian Fleck (* 1954), österreichischer Soziologe
- Christine Fleck-Bohaumilitzky (* 1955), österreichische römisch-katholische Theologin, Pastoralreferentin und Supervisorin
- Claudia Heeb-Fleck, liechtensteinische Historikerin und Politikerin (Freie Liste)
- Dirk C. Fleck (* 1943), deutscher Schriftsteller und Journalist
- Eduard Fleck (1804–1879), deutscher Jurist
- Emil Fleck (1877–1936), deutscher Generalleutnant
- Fee Fleck (* 1932), deutsche Künstlerin
- Ferdinand Fleck (Schauspieler) (1757–1801), deutscher Schauspieler und Regisseur
- Ferdinand Florens Fleck (1800–1849), deutscher Theologe und Hochschullehrer
- Ferenc Fleck (1908–1994), ungarischer Schachkomponist
- Florian H. Fleck (1924–1990), schweizerisch-deutscher Nationalökonom und Medienwissenschaftler
- Franz Fleck (Mediziner) (1909–1995) war ein deutscher Facharzt für Haut- und Geschlechtskrankheiten und Rektor der Universität Rostock
- Franz Ludwig Fleck (François Louis Fleck; 1824–1899), Bischof des Bistums Metz
- Fritz Fleck (1890–1966), württembergischer Politiker (SPD)
- Georg Fleck (1860–1930), deutscher Bauingenieur
- Günter Fleck (* 1930), deutscher Radrennfahrer
- Hans-Georg Fleck (* 1953), deutscher Historiker
- Helmut Fleck (* 1938), deutscher Politiker (Volksabstimmung)
- Herbert Fleck (* 1941), österreichischer Schriftsteller
- Horst Fleck (1921–1983), deutscher Schauspieler, Journalist und Hörspielsprecher
- Jack Fleck (1921–2014), US-amerikanischer Golfspieler
- Jakob Fleck (1881–1953), österreichischer Filmregisseur, Drehbuchautor, Filmproduzent und Kameramann
- Johannes Fleck (1559–1628), deutscher lutherischer Pfarrer, Superintendent und Hof- und Domprediger
- John Fleck (Schauspieler) (* 1951), amerikanischer Schauspieler
- John Fleck (Fußballspieler) (* 1991), schottischer Fußballspieler
- Jürgen Fleck (* 1960), deutscher Schachspieler, -autor und -komponist
- Jutta Fleck (* 1946), bekannt als „Die Frau vom Checkpoint Charlie“
- Karl Anton Fleck (1928–1983), österreichischer Künstler
- Konrad Fleck (12./13. Jh.), mittelalterlicher Dichter
- Ludwik Fleck (1896–1961), polnischer Mikrobiologe und Wissenschaftstheoretiker
- Luise Fleck (Louise Kolm-Fleck, Aloisia Veltée; 1873–1950), österreichische Filmregisseurin
- Luise Fleck (Hockeyspielerin), deutsche Hockeysportlerin
- Matthaeus Fleck (1524–1592), Berliner Mediziner
- Michael Fleck (* 1981), deutscher Fußballspieler
- Mike Fleck, US-amerikanischer Politiker
- Otto Julius Fleck (1902–1960), deutscher, expressionistischer Maler und Restaurator
- Paul Fleck (1859–1921), preußischer General der Infanterie
- Pirmin Fleck (1897–1957), Benediktiner-Missionar
- Pirmina Fleck (1894–1966), Benediktiner-Missionarin
- Ralph Fleck (* 1951), deutscher Maler
- Regina Fleck (* 1937), deutsche Bildhauerin
- Robbie Fleck (* 1975), südafrikanischer Rugby-Union-Spieler
- Robert Fleck (Fußballspieler) (* 1965), schottischer Fußballspieler
- Robert Fleck (Kunsthistoriker) (* 1957), österreichischer Kunsthistoriker
- Roland Fleck (* 1961), deutscher Manager, CEO der NürnbergMesse Group
- Rory Fleck-Byrne, irischer Schauspieler
- Rosemarie Fleck (1921–2019), deutsche Politikerin (SPD)
- Rudi Fleck (1930–2012), deutscher Politiker (SED)
- Rudolf Fleck (Schauspieler) (1896–1970), deutscher Schauspieler
- Rudolf Fleck (Volkswirt) (1908–1985), deutscher Volkswirt, Jurist und Schriftsteller
- Rudolf Fleck (Emailkünstler) (1924–1999), deutscher Emailkünstler
- Ryan Fleck (* 1976), US-amerikanischer Regisseur, Drehbuchautor und Produzent
- Ulrich Fleck (1890–1990), deutscher Psychiater und Neurologe
- Vitalis Fleck († um 1477), deutscher Mediziner
- Werner Fleck (1931–2018), deutscher Diplomat
- Wilhelm Hugo Fleck (1828–1896), deutscher Chemiker
- Winfried Fleck (* 1937), deutscher Politiker (CSU)
- Wolfgang Fleck (1879–1939), deutscher General der Infanterie
- Zoe Fleck (* 2000), US-amerikanische Volleyballspielerin